# West Point (Nova Iorque)
West Point é uma região censodesignada do estado norte-americano de Nova Iorque, localizada no Condado de Orange.

## Geografia
De acordo com o United States Census Bureau, a região tem uma área de 65 km².

## Demografia
Segundo o censo nacional de 2010, a sua população é de 6 763 habitantes.

## Lista de marcos
A relação a seguir lista as entradas do Registro Nacional de Lugares Históricos em West Point. Aquelas marcadas com ‡ também são um Marco Histórico Nacional.
- Academia Militar dos Estados Unidos‡
- US Bullion Depository, West Point, New York